# Масловљева хијерархија потреба
Масловљева хијерархија људских потреба је теорија из психологије коју је створио амерички психолог Абрахам Маслов, која истиче да се људске потребе могу разврстати у групе, и да постоји јасна хијерархија између тих група потреба. Нижи нивои потреба се морају задовољити пре него што се активирају потребе виших нивоа.
Масловљева хијерархија људских потреба се састоји од пет група потреба а то су, од најниже до највише, физиолошке потребе, потребе за сигурношћу, потребе за припадношћу, потреба за уважавањем, и потреба за самоостварењем. Обично се приказује у виду пирамиде подељене на пет нивоа, где свака група представља по један ниво. Физиолошке потребе су: потреба за храном, водом, ваздухом, сном, сексом; потребе за сигурношћу: неугроженост живота, сталан посао, сигурност породице, здравља, имовине; потребе за припадношћу: пријатељство, породица, сексуална интимност; потреба за уважавањем: самопоштовање, успех, поштовање других, признања својих успеха; и потреба за самоостварењем: моралност, креативност, спонтаност, решавање проблема, мањак предрасуда, прихватање чињеница.
Четири нижа нивоа (физиолошке потребе, сигурност, припадност и поштовање) су груписани као потребе недостатка, које се везују за физичке потребе. Задовољење ових потреба помаже особи да расте и развија се као људско биће. За разлику од њих које се морају задовољити, потребе раста (самоостварење) се стално развијају. Основна претпоставка је да се више потребе из ове хијерархије појављују тек након што су задовољене, већином или потпуно, све потребе нижег нивоа.
Такође, када се једна потреба задовољи, опада значај њене мотивационе улоге, међутим, када се нека потреба задовољи, друга брзо заузима њено место, тако да људи увек теже да задовоље неку потребу. Уколико те потребе недостатка нису задовољене, особа ће се развити у, физички и психички, нездраву особу.
Маслов ју је своју теорију први пут изнео у чланку Теорија људске мотивације (A Theory of Human Motivation), 1943. године. За пример је узео угледне људе као што су Алберт Ајнштајн, Џејн Адамс, Елеонора Рузвелт и Фредерик Адамс, а не ментално оболеле или неуротичне особе, истичући да „студија сакатих, заосталих, незрелих и нездравих примера може да произведе само сакату психологију и сакату филозофију“. (Motivation and Personality, 1987.)

## Људске потребе

### Физиолошке потребе
Физиолошке потребе организма су основне људске потребе и задовољење је основни предуслов који претходи потребама вишег реда.
Физиолошке потребе углавном подразумевају:
- потреба да дише
- потреба да пије воду
- потреба да једе

Ако неке од њих нису испуњене, физиолошке потребе постају највиши приоритет. Физиолошке потребе могу да утичу на мисли и понашање и могу да учине да се особа осећа болесном и да осећа бол и нелагодност.
Маслов овде придодаје и сексуалну активност као телесно задовољство, активност, вежбу, итд. Иако су неке од ових активности важне, многе нису пресудне за опстанак.

### Потребе за сигурношћу
Када су задовољене физиолошке потребе, појављују се потребе за сигурношћу. Као и код претходних, уколико нису задовољене, особа је преокупирана њиховим задовољењем.
Потребе за сигурношћу подразумевају:
- безбедност – када особа не трпи нечије насиље
- сигуран посао
- стални приходи и расположивост средстава
- морална и физиолошка сигурност
- сигурност породице
- сигурност здравља
- заштита личне имовине

Понекад жеља за сигурношћу постаје преча од потпуног задовољења физиолошких потреба. 

### Потреба за припадношћу
Када се задовоље физиолошке потребе и потребе за сигурношћу, јављају се потребе за припадношћу.
Потребе за припадношћу подразумевају:
- пријатељство
- сексуална интимност
- складни породични односи и подршка породице

Људи осећају дубоку потребу да негде припадају и да их други прихватају, било да се ради о великим друштвеним групама (клубови, верске групе, професионалне организације, спортски тимови, банде, итд.) или друштвеним везама (чланови породице, вољена особа, ментор, блиске колеге). Имају потребу да воле и да буду вољени. У недостатку љубави, многи постају усамљени, повучени и депресивни. Ова потреба за припадањем често може да надјача физиолошке и потребе за сигурношћу, у зависности од снаге самог притиска који осећају.

### Потреба за уважавањем
Према Маслову, сви људи имају потребу да их други поштују, да имају самопоштовање, и да поштују друге. Људи желе да учествују да би их људи уважавали и да раде нешто што им пружа осећај да је корисна и да је потребна, било да је допринос у својој струци или из хобија. Поремећај код овог нивоа може довести до недостатка самопоштовања и осећаја ниже вредности или осећај превелике важности и снобизам.
Постоје два нивоа потребе за уважавањем. Нижи ниво се односи на популарност, уважавање, славу и слично. Виши ниво подразумева самопоштовање, стручност и достигнуће.

### Потреба за самоостварењем
Самоостварење је инстинктивна људска потреба да покажу своје умеће и да се труде да достигну свој максимум.
Самоостварење је инстинктиван раст онога што је већ у бићу или, боље речено, онога што јесте биће. (Psychological Review, 1949.)
Особе које теже самоостварењу, теже да прихвате себе и друге и да повећају способност решавања проблема. Самопоуздање долази из остварења потребе за самоостварењем.
Маслов пише следеће о онима који су се остварили као особе:
- Прихватају чињенице и стварност живота (укључујући и свог) уместо да то поричу, или избегавају.
- Спонтани су у својим идејама и делима.
- Креативни су.
- Заинтересовани су за решавање проблема; то често укључује и проблеме других. Решавање ових проблема је често циљ њиховог живота.
- Осећају блискост са другим људима, и умеју да цене живот.
- Моралне су особе и имају унутрашњи осећај моралности који не зависи од мишљења других.
- Проницљиви су и способни да објективно сагледају ствари. Немају предрасуде и не криве друге.

Укратко, самоостварење је остварење свих највиших потенцијала једне особе.

## Критика
Иако је Масловљева теорија била напредак у односу на претходне теорије личности и мотивације, има и својих недостатака.
Овај модел наглашава да су потребе вишег нивоа присутне код већине људи, иако се може десити да их они не уочавају или не чине ништа да их задовоље.
Психолог Едвин Невис је критиковао Масловљеву хијерархију потреба, истичући да је културно одређена и да, самим тим, није универзална те је стога формулисао сопствену, побољшану, хијерархију потреба.
Претпоставља се да је базирана на културолошких вредностима Америке. У културама које вреднују избегавање неизвесности, као што су Јапан и Грчка, сигурност посла и доживотно запослење су снажнији мотиватори од самоостварења. У Данској, Шведској и Норвешкој, социјалне потребе су снажније од самоостварења и самопоштовања. У Кини, Јапану и Кореји, које вреднују колективизам и заједнички рад над индивидуалним достигнућима, припадање и сигурност су значајнији од испуњења потреба раста. Стога, иако потребе које је Маслов идентификовао могу бити универзалне, логички или хијерархијски редослед се разликује од културе до културе. (група аутора, Организационо понашање, 2003.)